# Australopericoma bulbula
Australopericoma bulbula és una espècie d'insecte dípter pertanyent a la família dels psicòdids.

## Descripció
- El mascle fa entre 0,80-0,81 mm de llargària a les antenes, mentre que les ales li mesuren 1,63-1,78 de longitud i 0,58-0,60 d'amplada.
- La femella no ha estat encara descrita.[4]

## Distribució geogràfica
Es troba a Sud-amèrica: l'estat de Rondônia (el Brasil).